# 野中雅代
野中 雅代（のなか まさよ）は、日本の比較文学者、翻訳家。インディペンデント・キュレーター。

## 略歴
青山学院大学大学院文学研究科修士課程修了（英米文学専攻）。ニューヨーク大学大学院英語科に学ぶ。コレヒオ・デ・メヒコ客員研究員を経て、青山学院大学講師。

## 著書
- 『レオノーラ・キャリントン』（彩樹社） 1997

### 共著
- 『メキシコの美の巨星たち : その多彩でユニークな世界』（野谷文昭編著、共著、東京堂出版） 2011

## 翻訳
- 『クリスマスの歌』（コンチャ・メンデス、パロマ・アルトラギレ插画、小柳玲子共訳、ジー・シー・プレス） 1987
- 『アステカのうた』（編訳、青土社） 1996
- 『恐怖の館 : 世にも不思議な物語』（レオノーラ・キャリントン、工作舎） 1997
- 『レメディオス・バロ展』（レメディオス・バロ画、監修、東京新聞編、東京新聞） 1999
- 『夢魔のレシピ : 眠れぬ夜のための断片集』（レメディオス・バロ著・絵、工作舎） 1999
- 『耳ラッパ - 幻の聖杯物語』（レオノーラ・キャリントン、工作舎） 2003